# Crew resource management

La formation aux facteurs humains ou CRM (de l'anglais crew resource management) est un ensemble de procédures de formation de l'équipage dans des environnements où l'erreur humaine peut avoir des effets dévastateurs. Utilisé principalement pour améliorer la sécurité aérienne, le CRM se concentre sur la communication et la relation interpersonnelle, le leadership et la prise de décision dans le poste de pilotage d'un avion de ligne. Son pionnier était David Beaty (en), un ancien pilote de la Royal Air Force et plus tard pilote pour la compagnie aérienne BOAC qui a écrit son livre fondateur « The Human Factor in Aircraft Accidents » à la fin des années 1960. Malgré le développement considérable des aides électroniques depuis lors, de nombreux principes qu'il a développés continuent de se révéler efficaces aujourd'hui.
La gestion des ressources de l'équipage a officiellement commencé avec une recommandation du conseil national de la sécurité des transports (NTSB) formulée lors de son enquête sur l'accident du vol United Airlines 173 en 1978,. Les problèmes entourant cet accident comprenaient un équipage d'un Douglas DC-8 à court de carburant au-dessus de Portland, dans l'Oregon, alors qu'il était en train de tenter de résoudre un problème avec le train d'atterrissage.
Le terme cockpit resource management (gestion des ressources du cockpit), plus tard généralisé à crew resource management (gestion des ressources de l'équipage) a été inventé en 1979 par le psychologue de la NASA John Lauber qui avait étudié les processus de communication dans les cockpits pendant plusieurs années,. Tout en conservant une hiérarchie de commandement, le concept visait à favoriser une culture du cockpit moins autoritaire, où les copilotes étaient encouragés à interroger les commandants s'ils les observaient commettre des erreurs,.
La gestion des ressources de l'équipage est née de l'accident de l'aéroport de Tenerife en 1977, où deux Boeing 747 sont entrés en collision sur la piste, tuant 583 personnes. Quelques semaines plus tard, la NASA a organisé un atelier sur le sujet, approuvant cette formation innovante. United Airlines a été la première compagnie aérienne à fournir une formation CRM à ses équipages en 1981,. Dans les années 1990, elle était devenue une norme mondiale,.
United Airlines a également formé ses personnels navigants commerciaux à l'utilisation du CRM en collaboration avec les pilotes pour fournir une autre couche de communication et de travail d'équipe améliorés,. Des études ont montré que lorsque les deux groupes de travail utilisent les CRM ensemble, les barrières de communication sont réduites et les problèmes peuvent être résolus plus efficacement, conduisant à une sécurité accrue. Les concepts de formation du CRM ont été modifiés pour être appliqués à un large éventail d'activités où des personnes doivent prendre des décisions critiques dans un court laps de temps. Ces domaines comprennent le contrôle de la circulation aérienne, la manutention des navires, la lutte contre les incendies ainsi que les salles d'opération médicales,,.

## Aperçu
La formation du CRM à l'aviation a pris plusieurs noms, mais le terme générique actuel, gestion des ressources de l'équipage ou CRM (Crew Resource Management), a été largement adopté. Lorsque des techniques du CRM sont appliquées à d'autres domaines, elles reçoivent parfois des étiquettes uniques, telles que la gestion des ressources de maintenance (en) ou la gestion des ressources maritimes.
La formation au CRM comprend un large éventail de connaissances, de compétences et d'attitudes, y compris les communications, la conscience de la situation, la résolution de problèmes, la prise de décision et le travail d'équipe ; ainsi que toutes les sous-disciplines associées que chacun de ces domaines implique. Le CRM peut être défini comme un système qui utilise des ressources pour promouvoir la sécurité au travail.
Le CRM se préoccupe en priorité des compétences cognitives et interpersonnelles nécessaires pour gérer les ressources au sein d'un système organisé, et s'occupe moins des connaissances et des compétences techniques requises pour faire fonctionner l'équipement. Dans ce contexte, les compétences cognitives sont définies comme les processus mentaux utilisés pour acquérir et maintenir une conscience de la situation, pour résoudre des problèmes et prendre des décisions. Les compétences interpersonnelles sont considérées comme des communications et une gamme d'activités comportementales associées au travail d'équipe.
La formation du CRM pour l'équipage a été introduite et développée par des organisations d'aviation, y compris les grandes compagnies aériennes et l'aviation militaire du monde entier. La formation CRM est désormais une exigence obligatoire pour les pilotes commerciaux travaillant dans la plupart des organismes de réglementation du monde entier, y compris la FAA (États-Unis) et la JAA (Europe). Sous l'impulsion de l'industrie du transport aérien commercial, le département américain de la Défense a commencé à former officiellement ses équipages aériens au CRM au milieu des années 1980.
À l'heure actuelle, l'US Air Force et l'US Navy exigent que tous les membres d'équipage aérien reçoivent une formation CRM annuelle, afin de réduire les accidents causés par les erreurs humaines. L'armée américaine a sa propre version du CRM appelée Aircrew Coordination Training Enhanced (ACT-E),.

### Compétences du CRM
Le principal objectif du CRM est d'améliorer la conscience de la situation, la conscience de soi, le leadership, l'assertivité, la prise de décision, la flexibilité, l'adaptabilité, l'analyse des événements et des missions et la communication. Plus précisément, le CRM vise à favoriser un climat ou une culture où l'autorité peut être respectueusement remise en question. Il reconnaît qu'un écart entre ce qui se passe et ce qui devrait se produire est souvent le premier indicateur qu'une erreur se produit. Il s'agit d'un sujet délicat pour de nombreuses organisations, en particulier celles dotées de hiérarchies traditionnelles, de sorte que les techniques de communication appropriées doivent être enseignées aux superviseurs et à leurs subordonnés, afin que les superviseurs comprennent que la remise en question de l'autorité ne doit pas être menaçante et que les subordonnés comprennent la bonne façon de remettre en question des ordres.
Depuis le début du XXIe siècle, la législation aéronautique européenne demande l'évaluation des compétences CRM pour les équipages du cockpit. Plusieurs systèmes existent pour objectiver les performances des compétences CRM, un exemple largement utilisé en Europe est le NOTECHS (en), qui est un système utilisé pour évaluer les compétences non techniques (sociales et cognitives) des membres d'équipage dans l'industrie aéronautique. Introduit à la fin des années 1990, le système a été largement utilisé par les compagnies aériennes lors du processus de sélection des équipages, en sélectionnant des personnes possédant des compétences qui ne sont pas directement liées aux commandes ou aux systèmes des aéronefs,.
Les enregistrements vocaux du poste de pilotage de diverses catastrophes aériennes ont tragiquement révélé que certains copilotes et mécaniciens navigants ont parfois tenté de porter des informations essentielles à l'attention du commandant de bord mais d'une manière indirecte et inefficace, de peur que ce dernier le perçoive comme une remise en cause de son autorité. Au moment où le commandant comprenait finalement ce qui se passait, il était bien souvent trop tard pour éviter la catastrophe. Un expert en CRM nommé Todd Bishop a développé un processus de déclaration affirmative en cinq étapes qui comprend les étapes d'enquête et de plaidoyer, :
- Ouverture ou attirez l'attention - Adressez-vous à l'individu : « Monsieur », ou « Commandant Smith », ou « Bob », ou quel que soit le nom ou le titre, cela attirera l'attention de la personne.
- Exprimez votre préoccupation - Exprimez votre analyse de la situation de manière directe tout en maîtrisant vos émotions à ce sujet. « Je crains que nous n'ayons pas assez de carburant pour survoler cette tempête » ou « Je crains que le toit ne s'effondre ».
- Énoncez le problème tel que vous le voyez - « Les indicateurs indiquent qu'ils ne restent plus que 40 minutes de carburant » ou « Ce bâtiment a un toit en treillis en acier léger, et nous pourrions avoir une extension de feu dans la structure du toit ».
- Énoncez une solution - « Déroutons-nous vers un autre aéroport et faisons le plein » ou « Je pense que nous devrions tirer quelques carreaux et jeter un coup d'œil à la caméra thermique avant d'engager des équipes à l'intérieur ».
- Obtenir un accord - « Cela vous semble-t-il bon, commandant ? »

Ces compétences sont souvent difficiles à maîtriser, car elles peuvent nécessiter des changements importants dans les habitudes personnelles, la dynamique interpersonnelle et la culture organisationnelle d'une personne.

## Études de cas

### Vol United Airlines 173
L'équipage du vol 173 de United Airlines approchait de l'aéroport international de Portland dans la soirée du 28 décembre 1978 lorsqu'il a rencontré une anomalie avec le train d'atterrissage. Le commandant de bord a décidé d'entrer dans un circuit d'attente afin de pouvoir résoudre le problème. Le commandant de bord s'est concentré sur le problème du train d'atterrissage pendant plus d'une heure, ignorant les indices répétés du copilote et du mécanicien navigant concernant la diminution de leur approvisionnement en carburant. Ce n'est que lorsque les moteurs ont commencé à s'éteindre qu'il a réalisé leur terrible situation. Ils se sont écrasés dans une banlieue boisée de Portland, à près de 10 kilomètres de la piste. Sur les 189 personnes à bord, deux membres d'équipage et huit passagers sont décédés. Le NTSB (conseil national de la sécurité des transports américain) a formulé plusieurs recommandations dans son rapport, notamment : « Émettre un bulletin d'exploitation à tous les inspecteurs des opérations des transporteurs aériens leur demandant d'exhorter leurs opérateurs assignés à veiller à ce que leurs équipages soient formés selon les principes de la gestion des ressources du poste de pilotage, en mettant particulièrement l'accent sur les mérites de la gestion participative pour les commandant de bord et sur la formation à l'assurance pour les autres membres de l'équipage. (Classe II, Action prioritaire) (X-79-17). » L'enquêteur du NTSB sur la sécurité aérienne qui a rédigé cette recommandation était le psychologue de l'aviation, le Dr Alan Diehl,. Il a été chargé d'enquêter sur cet accident et s'est rendu compte qu'il était similaire à plusieurs autres accidents majeurs de compagnies aériennes, notamment celui du vol Eastern Air Lines 401 ainsi que l'accident des deux Boeing 747 à Tenerife en 1977.

### Vol United Airlines 232
Le commandant Al Haynes, pilote du vol United Airlines 232, attribue le CRM comme l’un des facteurs qui lui ont sauvé la vie, et bien d’autres, dans l'accident de leur avion à Sioux City, dans l'Iowa, en juillet 1989 : « ... la préparation qui a payé pour l'équipage était quelque chose... appelée Cockpit Resource Management.... Jusqu'en 1980, nous avons en quelque sorte travaillé sur le concept que le commandant de bord était la seule autorité sur l'avion. Et nous avons perdu quelques avions à cause de cela. Parfois, le commandant n'est pas aussi intelligent que nous le pensions. Et nous l'écoutions, et faisions ce qu'il disait, et nous ne savions pas de quoi il parlait. Ce jour-là, dans ce cockpit, nous avions 103 ans d'expérience de vol cumulé, essayant de mettre cet avion au sol, pas une minute dont nous avions réellement pratiqué [dans ces conditions de défaillance], aucun de nous. Alors, pourquoi en saurais-je plus sur le fait de mettre cet avion au sol dans ces conditions que les trois autres. Donc, si je n'avais pas utilisé [le CRM], si nous n'avions pas laissé tout le monde y participer, c'est évident que nous n'aurions pas réussi. »

### Vol Air France 447
Plusieurs analyses accusent le non-respect des procédures de gestion des ressources de l'équipage comme étant un facteur contributif qui a conduit à l'accident mortel du vol Air France 447 entre Rio de Janeiro et Paris en 2009.
Après la résolution d'un incident antérieur avec un tube de Pitot défectueux qui a duré quelques minutes, le commandant de bord est parti prendre une pause, laissant le contrôle entre les mains de deux copilotes. Lorsque les deux copilotes étaient aux commandes de l'Airbus, il n'est pas clair lequel des deux était réellement en charge, et les copilotes ne communiquaient pas entre eux pour savoir qui contrôlait l'avion.
À la suite de la récupération des boîtes noires deux ans plus tard, diverses analyses indépendantes ont été publiées, avant et après la publication du rapport officiel par le Bureau d'enquêtes et d'analyses pour la sécurité de l'aviation civile (BEA). L'un était un rapport français dans le livre « Erreurs de pilotage » écrit par Jean-Pierre Otelli qui a divulgué les dernières minutes de la conversation enregistrée dans le cockpit,,,. Le 6 décembre 2011, le magazine Popular Mechanics a publié une analyse de l'accident, y compris une traduction de la conversation divulguée accompagnée d'un commentaire étape par étape.
Parlant des actions des deux copilotes dans le cockpit dans les minutes précédant le crash de l'avion dans l'océan, le commentaire de l'article dit : « Les hommes ne parviennent pas à s'engager dans un processus important connu sous le nom de gestion des ressources de l'équipage, ou CRM. Ils ne parviennent pas, essentiellement, à coopérer. Il n'est clair pour aucun d'entre eux qui est responsable de quoi et qui fait quoi. »

### Vol First Air 6560
Le Bureau canadien de la sécurité des transports (BST) a déterminé que la défaillance du Crew Resource Management était en grande partie responsable de l'accident du vol First Air 6560, un Boeing 737-200, à Resolute Bay, au Canada, le 20 août 2011. Un compas défectueux a donné à l'équipage un cap incorrect, bien que le système d'atterrissage aux instruments et le GPS aient indiqué qu'ils étaient bien hors route. Le copilote a tenté à plusieurs reprises d'indiquer le problème au commandant de bord et a suggéré de faire plusieurs fois la remise des gaz au cours de l'approche, mais le non-respect des procédures de la compagnie aérienne et l'absence d'un protocole de communication normalisé pour indiquer un problème ont conduit le commandant de bord à ignorer les avertissements du copilote,. Les deux pilotes étaient également surchargés avec les préparatifs pour l'atterrissage, ce qui a empêché aux deux hommes de prêter pleinement attention à ce qui se passait réellement.
First Air a augmenté le temps consacré à la gestion des ressources de l'équipage dans leur formation à la suite de l'accident, et le BST a recommandé que les organismes de réglementation et les compagnies aériennes travaillent à normaliser les procédures CRM et la formation au Canada,.

### Vol Qantas 32
Le succès du vol Qantas 32 a été attribué au travail d'équipe et aux compétences en CRM. Susan Parson, rédactrice du briefing sur la sécurité de la FAA, a écrit : « De toute évidence, les performances de l'équipage du QF32 étaient un exemple courageux du professionnalisme et de l'aviation que chaque employé devrait aspirer à imiter. » Carey Edwards, auteur de « Airmanship » a écrit, : « Les performances de l'équipage, leurs communications, leur leadership, leur travail d'équipe, la gestion de la charge de travail, la connaissance de la situation, la résolution de problèmes et la prise de décisions n'ont fait aucun blessé pour les 469 passagers et membres d'équipage. Le QF32 restera l'un des plus beaux exemples de pilotage de l'histoire de l'aviation. »

### Vol Northwest Airlines 85
Le 9 octobre 2002, la gouverne de direction d'un Boeing 747-400 se bloque soudainement en plein vol au-dessus de la mer de Béring. Après plusieurs dizaines de minutes de lutte pour tenter de garder l'avion dans une position stable, les pilotes parviennent finalement à faire atterrir l'avion sans dommage supplémentaire à Anchorage en Alaska, sauvant ainsi la vie des 404 personnes présentes à bord.
Le commandant de bord du vol a déclaré que la gestion des ressources de l'équipage (CRM) a contribué à l'atterrissage en toute sécurité de l'avion : « C’était une application classique de la CRM. Nous avons eu la chance de pouvoir compter sur une équipe complète et unie. Nous avions quatre pilotes à la tâche et travaillant ensemble dans le poste de pilotage. Nous avions également un excellent groupe d’agents de bord. »

### Vol Korean Air Cargo 8509
Le 22 décembre 1999, un Boeing 747-200F s'écrase juste après son décollage de l'aéroport de Londres Stansted, tuant l'équipage composé de quatre personnes.
Il faisait nuit lorsque l'avion a décollé, avec le commandant de bord en tant que pilote aux commandes. Lorsque le commandant a tenté d'incliner l'avion pour tourner à gauche, son horizon artificiel (ADI) lui a indiqué que l'avion ne s'inclinait pas, mais l'alarme d'angle d'inclinaison trop important a retenti à plusieurs reprises. Le copilote, dont l'ADI aurait montré le véritable angle d'inclinaison, n'a pas participé aux techniques de gestion complète des ressources de l'équipage, ne disant rien pour contester les actions de son commandant de bord ni fait aucune tentative pour reprendre le vol avec ses propres commandes. L'ingénieur de vol, plus âgé et plus expérimenté, a appelé « inclinaison » quatre fois en 19 secondes, mais le commandant de bord a ignoré ses avertissements, a continué d'ignorer l'alarme, n'a fait aucune réponse verbale et a en fait continué d'augmenter l'angle d'inclinaison à gauche. 55 secondes après le décollage, le vol 8509 s'écrase au sol à une vitesse comprise entre 250 et 300 nœuds, à 40 ° en tangage à piqué et 90 ° d'inclinaison à gauche.

### Vol US Airways 1549
Le 15 janvier 2009, alors que les pilotes d'un Airbus A320 de la compagnie aérienne américaine US Airways réussissent un amerrissage d'urgence dans le fleuve Hudson à New York après une collision avec des oiseaux et la perte des deux moteurs, l'enquête démontre que le travail d'équipe et le CRM ont joué un rôle majeur dans l'atterrissage d'urgence, qui n'a fait aucune victime parmi les 155 personnes à bord. Dans son rapport final, le NTSB déclare que « le professionnalisme des membres de l'équipage et leur excellent CRM pendant la séquence de l'accident ont contribué à leur capacité à garder le contrôle de l'avion, à le configurer dans la mesure du possible aux vues des circonstances et à effectuer une approche qui a augmenté la capacité de survie après l'impact »(p91).

### Autres accidents aériens impliquant une bonne ou mauvaise application du CRM
- Accident sur la base de Fairchild en 1994
- Vol Aeroflot 821
- Vol KLM Cityhopper 433
- Vol United Express 6291
- Vol Northwest Airlink 5719
- Vol Alitalia 404
- Vol Saudia 163
- Vol British European Airways 548
- Vol Gulf Air 072
- Vol Lion Air 610
- Vol Avianca 410
- Vol West Caribbean Airways 708
- Vol Afriqiyah Airways 771
- Vol Air China 129
- Vol Kenya Airways 507

## Adoption dans des domaines connexes
Les concepts de base et l'idéologie qui font le succès du CRM avec les équipages d'aviation ont également fait leurs preuves dans d'autres domaines de carrière connexes. Plusieurs entreprises d'aviation commerciale, ainsi que des agences internationales de sécurité aérienne, ont commencé à étendre le CRM au contrôle du trafic aérien, à la conception d'avions et à la maintenance des avions dans les années 1990. Plus précisément, la section de maintenance des aéronefs de cette extension de formation a gagné du terrain en tant que gestion des ressources de maintenance (en) (MRM). Afin de normaliser la formation à l'échelle de l'industrie sur cette approche de sécurité en équipe, la Federal Aviation Administration (FAA) a publié la circulaire consultative 120-72, « Maintenance Resource Management Training » en septembre 2000, qui a été actualisé en avril 2017.
À la suite d'une étude sur les accidents d'avion au cours de la période de 10 ans 1992-2002, la United States Air Force a déterminé que près de 18 % de ses accidents d'avion étaient directement attribuables à une erreur humaine de maintenance. Contrairement à l'impact plus immédiat des erreurs des équipages, les erreurs humaines de maintenance se sont souvent produites bien avant le vol où les problèmes ont été découverts. Ces « erreurs latentes » comprenaient des erreurs telles que le non-respect des manuels d'aéronef publiés, le manque de communication entre les techniciens de maintenance, une mauvaise supervision et des pratiques de montage incorrectes. En 2005, afin de s'attaquer spécifiquement à ces causes profondes des incidents liés à la maintenance provoquées par des erreurs humaines, le lieutenant-colonel Doug Slocum, chef de la sécurité à la 162e escadre de chasse de l'Air National Guard, à Tucson, en Arizona, a ordonné que le programme CRM de la base soit modifié en un programme militaire de la version MRM.
Le Rail Safety Regulators Panel of Australia a adapté le CRM au rail, le Rail Resource Management, et développé un kit gratuit de ressources. Les équipes d'exploitation des trains de la National Railroad Passenger Corporation (Amtrak) aux États-Unis sont formées aux principes de la CRM lors de formations annuelles.
La gestion des ressources en équipage a été adoptée par la marine marchande dans le monde entier. La convention STCW et le code STCW, édition 2017 publiés par l'organisation maritime internationale, énonce les exigences relatives à la formation en gestion des ressources de pont et en gestion des ressources de salle des machines. Il s'agit d'une formation à terre approuvée, d'une formation sur simulateur ou d'une expérience de service approuvée. Ensemble, ils sont appelés « gestion des ressources maritimes »,.
À la suite des succès remportés dans le milieu de l'aviation, la gestion des ressources de l'équipage (CRM) a été identifiée comme un programme potentiel d'amélioration de la sécurité des services d'incendie. Divers programmes ont été élaborés pour former les intervenants d'urgence à ces concepts et pour aider à localiser les pannes dans ces environnements stressants,.
Des éléments du CRM ont été appliqués dans les soins de santé aux États-Unis depuis la fin des années 1990, en particulier dans la prévention des infections. Par exemple, les nouvelles pratiques recommandent l'utilisation d'une liste de contrôle lors de l'insertion d'un cathéter veineux central. Contrairement au cockpit, l'observateur qui coche la liste de contrôle est généralement moins bien classé que la personne qui insère le cathéter. L'observateur est encouragé à communiquer lorsque des éléments ne sont pas exécutés (par exemple, si une rupture de stérilité s'est produite),,,.